# جورج براون (رائد أعمال)
جورج براون (بالإنجليزية: George Brown)‏ هو خبير مالي ورائد أعمال أمريكي، ولد في 1787، وتوفي في 1859.